# PS三世
『PS三世』（ピーエスさんせい）は、2013年4月7日から2015年3月29日まで中京テレビで放送されていたグルメバラエティ番組である。放送時間は毎週日曜 22:30 - 23:24 （日本標準時）。

## 概要
11年半にわたって放送されていた『PS』の後継番組で、1994年に放送を開始した『P.S.愛してる!』から数えて『PS』シリーズの3作目となる。メインMCは、これまでのシリーズ全作に出演している高田純次と、本番組からの新メンバーであるオリエンタルラジオと浅尾美和が務めていた。高田たちは、PS三世のロゴバッジを付けて出演していた。
初回の平均視聴率は19.4%だった。なお、『PS』の途中から行われるようになった字幕放送が当初は無く、第3回で初めて行われた。
2015年4月の改編で、それまでローカルセールス枠だった日曜22:30枠が日本テレビ製作の『日曜ドラマ』枠に切り替えられるのに伴い、番組は同年3月29日放送分をもって同タイトルでの放送を終了。同年4月3日からは、替わって金曜19:00枠で『PS純金』（ピーエスゴールド）と題して放送されている。

## 出演者

### メインMC
- 高田純次
- 中田敦彦（オリエンタルラジオ）
- 藤森慎吾（オリエンタルラジオ）
- 浅尾美和 - 2014年9月28日放送分をもって番組を卒業。

### 企画MC
- いとうあさこ - 「居酒屋あさこ」を担当。
- 市野瀬瞳（当時中京テレビアナウンサー） - 「教えて!芸能人の名古屋ごはん2」を担当。
- 鈴木理香子（当時中京テレビアナウンサー） - 「教えて!芸能人の名古屋ごはん2」を担当。VTR出演のみ。
- 前田麻衣子（中京テレビアナウンサー） - 「教えて!芸能人の名古屋ごはん2」を担当。VTR出演のみ。

## スタッフ
- ナレーター - DALE
- 構成 - 梅澤ヒロシ、浅野則子、堀江B面、河野有

## 企画

### 『PS』からの引き継ぎ企画
- 居酒屋あさこ
- 教えて!芸能人の名古屋ごはん2 - 基本的には『PS』時代の同名企画と同じコンセプトだが、本番組では店を紹介した芸能人に対してリポーターがお礼をするようになった。

### 本番組からの企画
- 激安チャレンジ! カラオケDON
- PS三世です。ランチご馳走します

## エンディングテーマ
- スターラブレイション（ケラケラ）
- 未来予報（佐賀優子） - 中京テレビ・ミュージックアワードグランプリ受賞曲[2]。
- 友達のフリ（ケラケラ）
- モノクロ（AZU）
- 君色（河西里音）
- チックタックラブ（Kingrass Hoppers）
- プレゼント（斉藤利菜）
- 花のアーチ（Chu-Z）

## エピソード
- 放送第1回では、新メンバーの浅尾美和が一般男性と入籍したことを報告した。2014年2月16日放送の「浅尾美和 結婚式SP」では浅尾の結婚披露宴に密着し、本番組限定で夫の素顔を公開した。
- 「激安チャレンジ! カラオケDON」で見せる中田敦彦の歌唱力は常に最下位だった。MC陣のみならずゲストにも負けており、コーナー第2回では歌唱力改善のために専門家からアドバイスを受けたのにもかかわらず、その後のカラオケでも最下位を脱せなかった。そのため、相方の藤森慎吾と浅尾美和と一緒に参加した際にはダンスだけでの出演になった。
- 2013年10月13日放送のランチご馳走企画の際、偶然歩いていたフードファイターの小林尊にインタビューをしている。